# Tierseuche

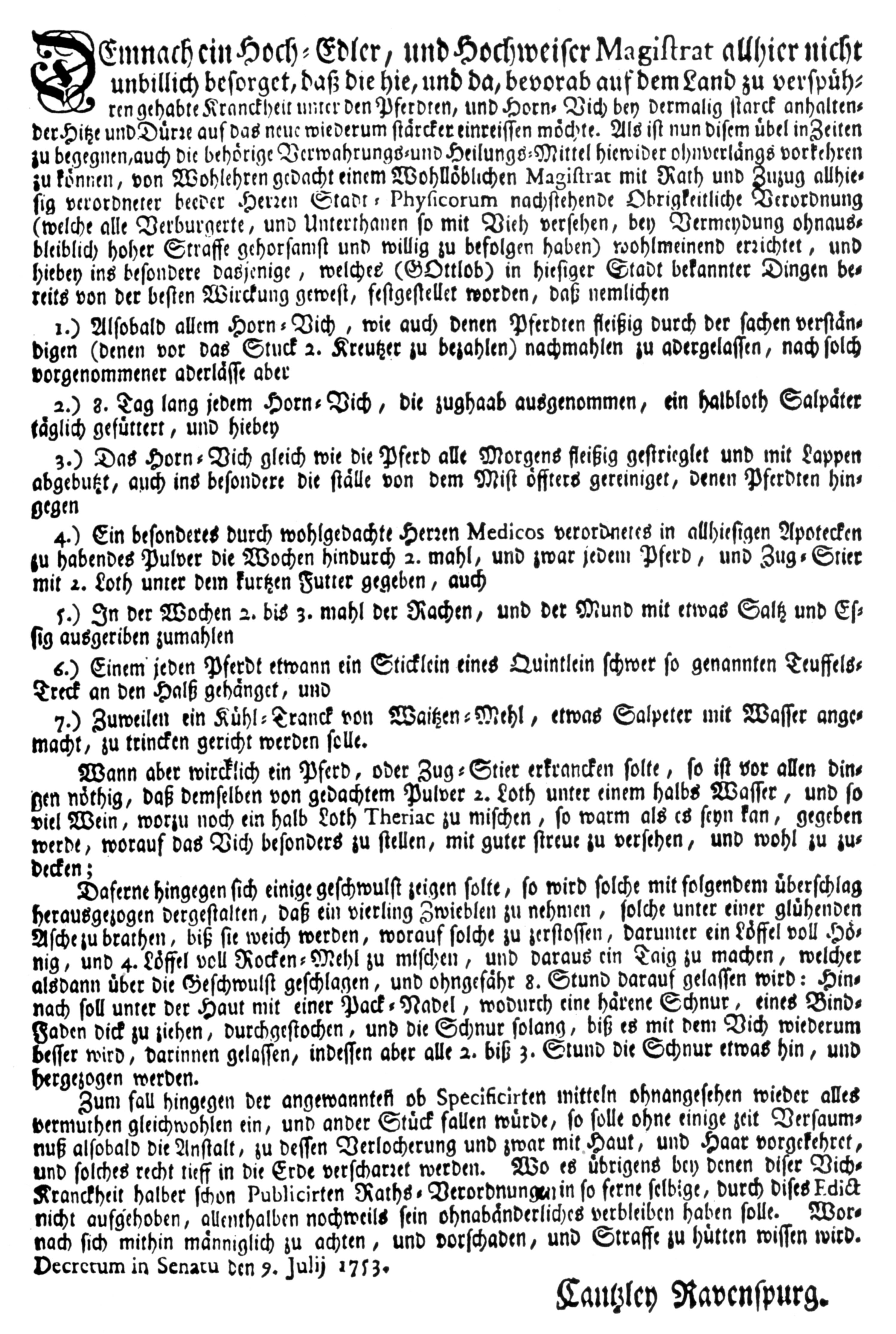
Seuchenverordnung von Ravensburg aus dem 18. Jahrhundert

Eine Tierseuche ist eine durch Krankheitserreger hervorgerufene, übertragbare und sich meist schnell verbreitende Erkrankung von Tieren. Die Grenzen zu einer „normalen“ Tierkrankheit sind fließend, der Begriff „Tierseuche“ ist durch die Tierseuchengesetze der jeweiligen Staaten juristisch definiert und ist Ausdruck eines staatlichen Interesses an der Tilgung dieser Krankheit. Hochinfektiöse Erkrankungen bei Kleintieren wie die „Katzenseuche“ zählen nicht zu den Tierseuchen: Da sie keine ernsthafte Bedrohung für den Menschen (weder direkt noch indirekt) und die Katzenpopulation darstellen, sind sie rechtlich nicht reguliert.

## Einteilung
Nach der Art des Erregers werden Prionen- (Transmissible spongiforme Enzephalopathien wie Bovine spongiforme Enzephalopathie, BSE), virale (z. B. Tollwut), bakterielle (z. B. Brucellose), Pilz- (z. B. Krebspest) und parasitäre Erkrankungen unterschieden. Letztere können durch Einzeller (z. B. Toxoplasmose), Würmer (z. B. Echinokokkose), Milben (z. B. Varroose) oder Insekten (z. B. Hypodermose) hervorgerufen werden.
Tierseuchen, die vor allem regional gehäuft auftreten, werden – analog der Endemie bei Erkrankungen des Menschen – Enzootien genannt. Eine schnelle Verbreitung über regionale Grenzen hinweg wird als Epizootie, über viele Länder und Kontinente hinweg als Panzootie bezeichnet.

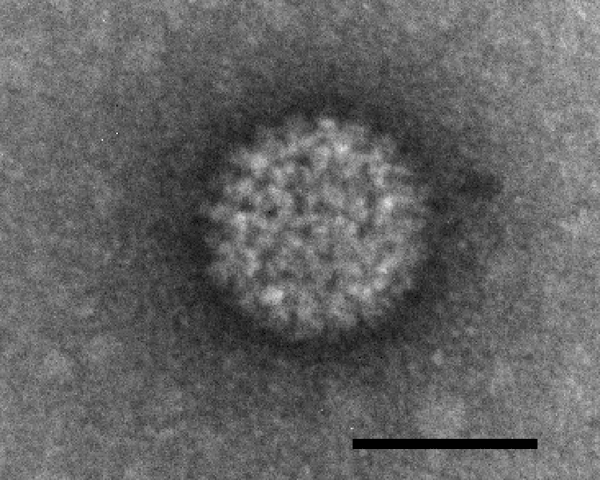
Virus der Blauzungenkrankheit: Es wird vor allem durch Gnitzen (Culicoides ssp.) übertragen, so dass ein Schutz vor Stechinsekten wesentlicher Bestandteil der Bekämpfung ist.

Auch eine Einteilung der Tierseuchen nach dem hauptsächlichen Übertragungsweg ist möglich, wobei insbesondere die sich sehr schnell verbreitenden Seuchen häufig mehrere Übertragungswege aufweisen. Die Kenntnis der Übertragungs- und Verbreitungswege (Epizootiologie) ist für die Wahl geeigneter Bekämpfungsmaßnahmen von überragender Bedeutung. Erkrankungen wie die Listeriose, deren Erreger praktisch überall (ubiquitär) im Boden vorkommt, heißen Geonosen. Vor allem über Futtermittel übertragbare Erkrankungen wie BSE bezeichnet man im englischen Sprachraum als foodborne diseases, die auch die Lebensmittelinfektionen des Menschen einschließen. Sogenannte airborne diseases werden über den Wind – erregerbelastete Aerosole (Tröpfcheninfektionen wie Tuberkulose) und Staub – oder durch Fluginsekten (z. B. Blauzungenkrankheit) übertragen. „Wasserbürtige Krankheiten“ (waterborne diseases) wie die Virale Hämorrhagische Septikämie verbreiten sich über kontaminiertes Wasser. Kontaktinfektionen werden durch direkten Kontakt mit infizierten Tieren oder deren Ausscheidungen sowie indirekten Kontakt mittels kontaminierter Gegenstände übertragen. Eine Sonderform der Kontaktinfektionen sind die bei der Begattung übertragenen Deckseuchen.

## Bedeutung
Einige der als Tierseuche eingestuften Erkrankungen stellen eine direkte Infektionsgefährdung für den Menschen im Sinne einer Zoonose dar. Darunter befinden sich sowohl für den Menschen tödliche Erkrankungen wie die Tollwut als auch relativ harmlose wie die Maul- und Klauenseuche.

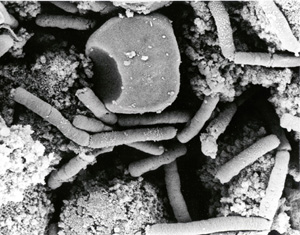
Bacillus anthracis, der Erreger des Milzbrands – eine potenzielle biologische Waffe

Viele Tierseuchen sind für den Menschen direkt jedoch vollkommen ungefährlich und befallen nur wenige Tierarten. Solche Tierseuchen verursachen aber hohe wirtschaftliche Schäden und sind eine Bedrohung für die Nahrungsgrundlagen des Menschen. Dies beschränkt sich nicht nur auf direkte Verluste infolge von Seuchen bei Tieren zur Fleischerzeugung – Bienen sind bei der Bestäubung und damit dem Anbau vieler Nutzpflanzen unverzichtbar. Weitere ökonomische Verluste entstehen durch Handelsbeschränkungen im Falle eines Ausbruchs. Allein der Schweinepest-Ausbruch 1997/98 in den Niederlanden verursachte direkte Kosten von 2,3 Milliarden Euro, zusätzlich indirekte Kosten in ähnlicher Größenordnung und führte zur Tötung von 12 Millionen Schweinen.
Die wirtschaftlichen Schäden durch Tierseuchen, insbesondere durch die Rinderpest, waren Anlass für die Gründung der ersten tierärztlichen Ausbildungsstätten im 18. Jahrhundert und damit für die Etablierung der akademischen Ausbildung des Tierarztes sowie für den Aufbau staatlicher Veterinärbehörden.
Das hohe direkte und indirekte Schadenspotenzial machte Tierseuchen auch für die Entwicklung von biologischen Waffen interessant. Im Zweiten Weltkrieg wurde im Vereinigten Königreich mit Milzbranderregern experimentiert, das Versuchsgelände Gruinard Island wurde erst 1986/87 dekontaminiert und konnte bis dahin nur mit Schutzkleidung betreten werden. Auf der Liste potentieller Biowaffen stehen weitere Tierseuchen mit Zoonosecharakter wie Säugerpocken, Tularämie, Brucellose, Rotz, Psittakose, Q-Fieber und Pferdeenzephalomyelitiden.

## Bekämpfung

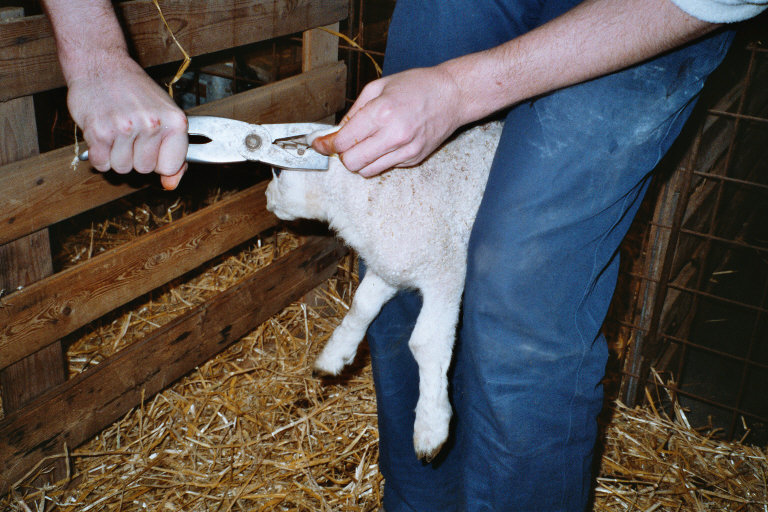
Die eindeutige Kennzeichnung ist ein wichtiges Mittel zur Aufklärung der Verbreitungswege von Tierseuchen und zur Identifizierung potenziell infizierter Tiere.

Für die Bekämpfung der Tierseuchen gelten besondere nationale gesetzliche Regelungen, in der Europäischen Union auch supranationale. Diese Rechtsbestimmungen regeln eine Melde- oder Anzeigepflicht sowie die einzuleitenden Maßnahmen. Für die meisten Tierseuchen besteht eine Bekämpfungspflicht, das heißt, der Tierbesitzer hat die angewiesenen diagnostischen, therapeutischen und seuchenhygienischen Maßnahmen – eventuell auch die Tötung – durchzuführen oder zu dulden.
Die Art der Bekämpfungsmaßnahmen richtet sich nach den Eigenarten der Ausbreitung der jeweiligen Tierseuche (Epizootiologie). Ihre Anweisung und Durchsetzung obliegen den staatlichen Veterinärbehörden, die auf der Basis der gesetzlichen Regelungen erfolgt. Beim grenzüberschreitenden Verkehr von Tieren und Tierprodukten arbeiten die Veterinärbehörden mit der Zollverwaltung zusammen.
Die Tierseuchenüberwachung umfasst dabei auch vorbeugende Maßnahmen (Seuchenprophylaxe). Dazu gehören die Überwachung des grenzüberschreitenden Verkehrs von Tieren und Tierprodukten, die Überwachung von Viehmärkten und Tierprodukte verarbeitenden Betrieben, die Kennzeichnung von Tieren und Erzeugnissen, das Führen von Deckregistern, Festlegungen zur Fachkunde von in einem Viehbestand beschäftigten Personen (dieses gilt nach § 17 g TierSG zum Schutz vor der Psittakose auch für Halter von Papageien) sowie Festlegungen zu Bau, Betrieb und Zulassung von Tierhaltungen, Tierprodukte verarbeitenden, tierabfallentsorgenden und futtermittelerzeugenden Betrieben.

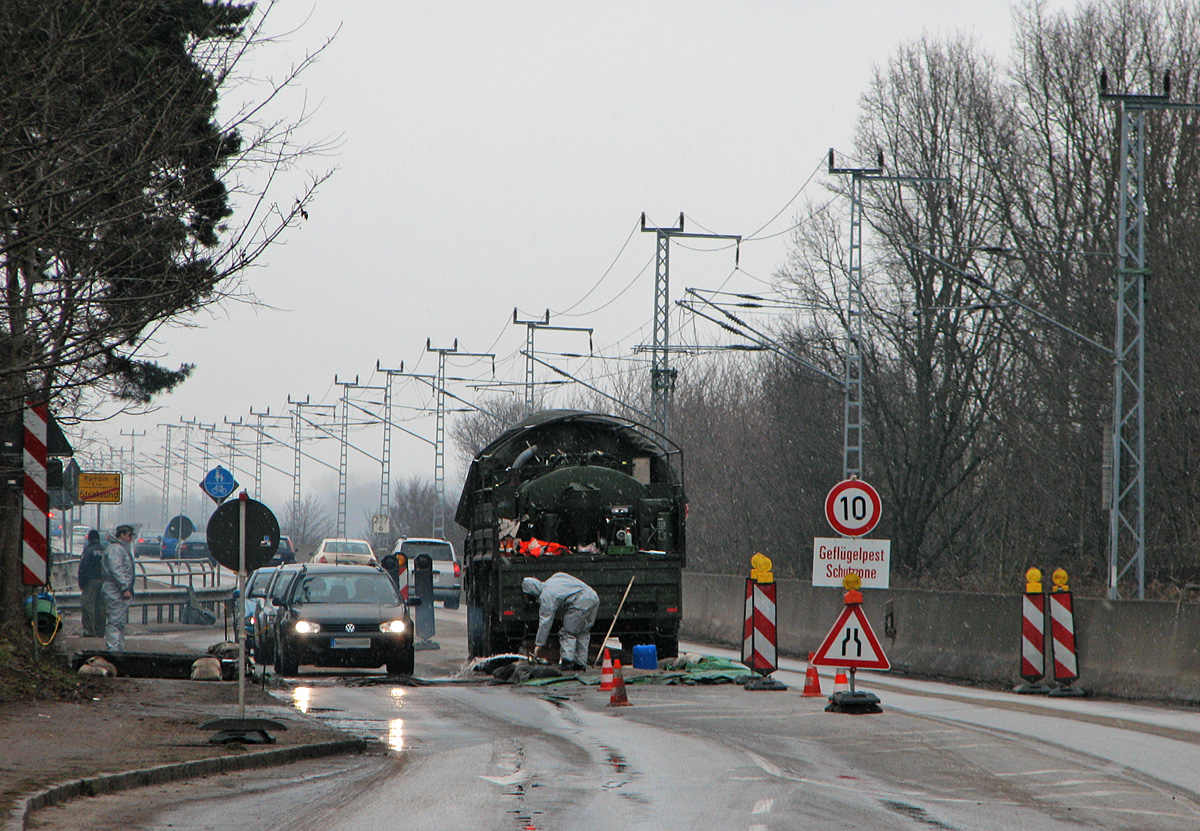
Geflügelpest-Desinfektionsschleuse

Bei Verdacht oder Ausbruch einer Tierseuche können von den Veterinärbehörden eine Reihe von Maßnahmen angeordnet werden, wobei selbst verfassungsmäßige Rechte wie die Freiheit der Person, die Freizügigkeit oder die Unverletzbarkeit der Wohnung vorübergehend eingeschränkt werden können. Es muss nicht einmal der Bestand selbst von der Seuche betroffen sein, sondern auch Zustallungen aus betroffenen Beständen oder die Lage in einem Seuchengebiet können hinreichend sein. Maßnahmen umfassen beispielsweise die Anordnung diagnostischer Untersuchungen, die Absonderung erkrankter und ansteckungsverdächtiger Tiere (Quarantäne), ein Verbot oder Beschränkungen des Tier-, Personen- oder Fahrzeugverkehrs, das Verbot der Außenhaltung (Stallpflicht), die Einrichtung von Sperrbezirken sowie Überwachungs- und Beobachtungsgebieten, die Anordnung von Reinigungs- und Desinfektionsmaßnahmen, Impfungen und anderen Behandlungen sowie Festlegungen zur Beseitigung von Tierkörpern, -produkten und -abfallprodukten. Für einige Erkrankungen existieren Behandlungs- und Impfverbote, um deren unbemerkte Ausbreitung zu verhindern. Dies führt zum Teil zu Massentötungen („Keulung“) von infizierten, infektionsgefährdeten oder auch nur prinzipiell empfänglichen Tieren.
Die Rigidität der gesetzlich geregelten Bekämpfungsmaßnahmen hat keinen unmittelbaren Bezug zum Zoonosecharakter oder zur Gefahr für die betroffene Tierart. Bei für den Menschen vollkommen ungefährlichen Seuchen, für die auch Impfstoffe existieren (beispielsweise Klassische Schweinepest), sind daher Impfverbote und Massenkeulungen sowohl in der Bevölkerung als auch in Fachkreisen umstritten. Andererseits werden stets tödlich verlaufende Zoonosen wie die Tollwut durch Impfprogramme bekämpft. Selbst für Tier und Mensch eher harmlose Erkrankungen wie die Stomatitis papulosa unterliegen der Meldepflicht und stehen damit auf der gleichen Stufe wie die meisten Salmonellosen. Für die Wahl der gesetzlichen Regelungen spielen auch andere Einflussfaktoren eine Rolle. Dies können internationale Restriktionen beim Handel mit Tieren und Tierprodukten, die Verhinderung des Ausbruchs einer bereits weitgehend oder vollständig getilgten Seuche, epizootiologische Gesichtspunkte oder die Verwechslungsmöglichkeit mit gefährlicheren Seuchen sein.
Obwohl die konsequente Tierseuchenbekämpfung zur erfolgreichen Tilgung der meisten gefährlichen Tierseuchen in Europa geführt hat, ist dies auch mit Nachteilen verbunden. Bedingt durch fehlenden Erregerkontakt und Impfverbote haben die europäischen Tierpopulationen keinen Antikörperschutz. Da jedoch die meisten Tierseuchen in Afrika und Asien noch häufig vorkommen, besteht die ständige Gefahr der Einschleppung. Trifft ein Erreger auf eine „jungfräuliche“, voll empfängliche Population, kommt es meist zu sehr schweren Krankheitsbildern mit hohen Verlusten. In Enzootiegebieten ist dagegen häufig ein selbstlimitierendes Seuchengeschehen mit teilweise milden Verläufen zu beobachten.

## Organisation der Tierseuchenbekämpfung

### Weltorganisation für Tiergesundheit
Die Weltorganisation für Tiergesundheit (1924 als OIE – Office International des Epizooties – gegründet, 2003 in World Organisation for Animal Health [WOAH] umbenannt) ist für die internationale Beobachtung und Kontrolle der Tierseuchen zuständig. Die hier organisierten Länder melden nachgewiesene Erkrankungen an diese Organisation, wo sie gesammelt und die Informationen den Veterinärbehörden zugänglich gemacht werden.

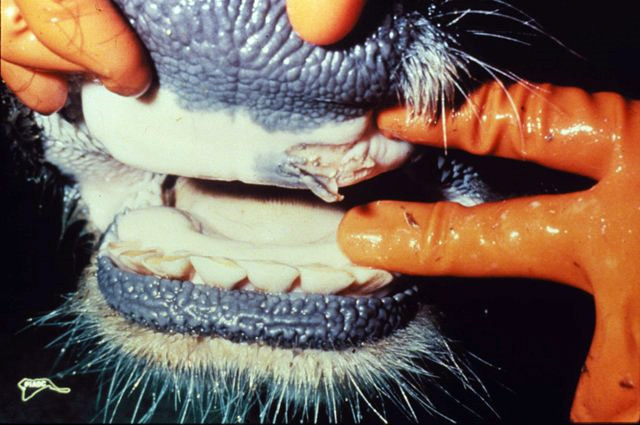
Maul- und Klauenseuche – eine weltweit als sehr gefährlich eingestufte Tierseuche

Die WOAH stufte bis Ende 2004 Tierseuchen in zwei Gruppen ein:
1. Liste A enthielt 15 anzeigepflichtige Tierseuchen, die das Potential für eine ernsthafte und schnelle internationale Ausbreitung sowie ernsthafte ökonomische oder gesundheitspolitische Folgen haben. Sie spielen daher eine große Rolle beim Handel mit Tieren und Tierprodukten. Dazu gehörten Maul- und Klauenseuche, Vesikuläre Schweinekrankheit, Pest der kleinen Wiederkäuer, Lumpy-skin-Krankheit, Blauzungenkrankheit, Afrikanische Pferdepest, Klassische Schweinepest, Newcastle-Krankheit, Stomatitis vesicularis, Rinderpest, Lungenseuche der Rinder, Rifttal-Fieber, Pockenseuche der Schafe und Ziegen, Afrikanische Schweinepest und Geflügelpest.
2. Liste B enthielt 93 Tierseuchen, die eine ökonomische oder gesundheitspolitische Bedeutung, aber einen weniger dramatischen Einfluss auf den Handel mit Tieren und Tierprodukten haben.

Diese Einteilung wurde jedoch aufgegeben, so dass nunmehr alle Tierseuchen in einer einheitlichen Liste geführt werden.

### Europäische Union

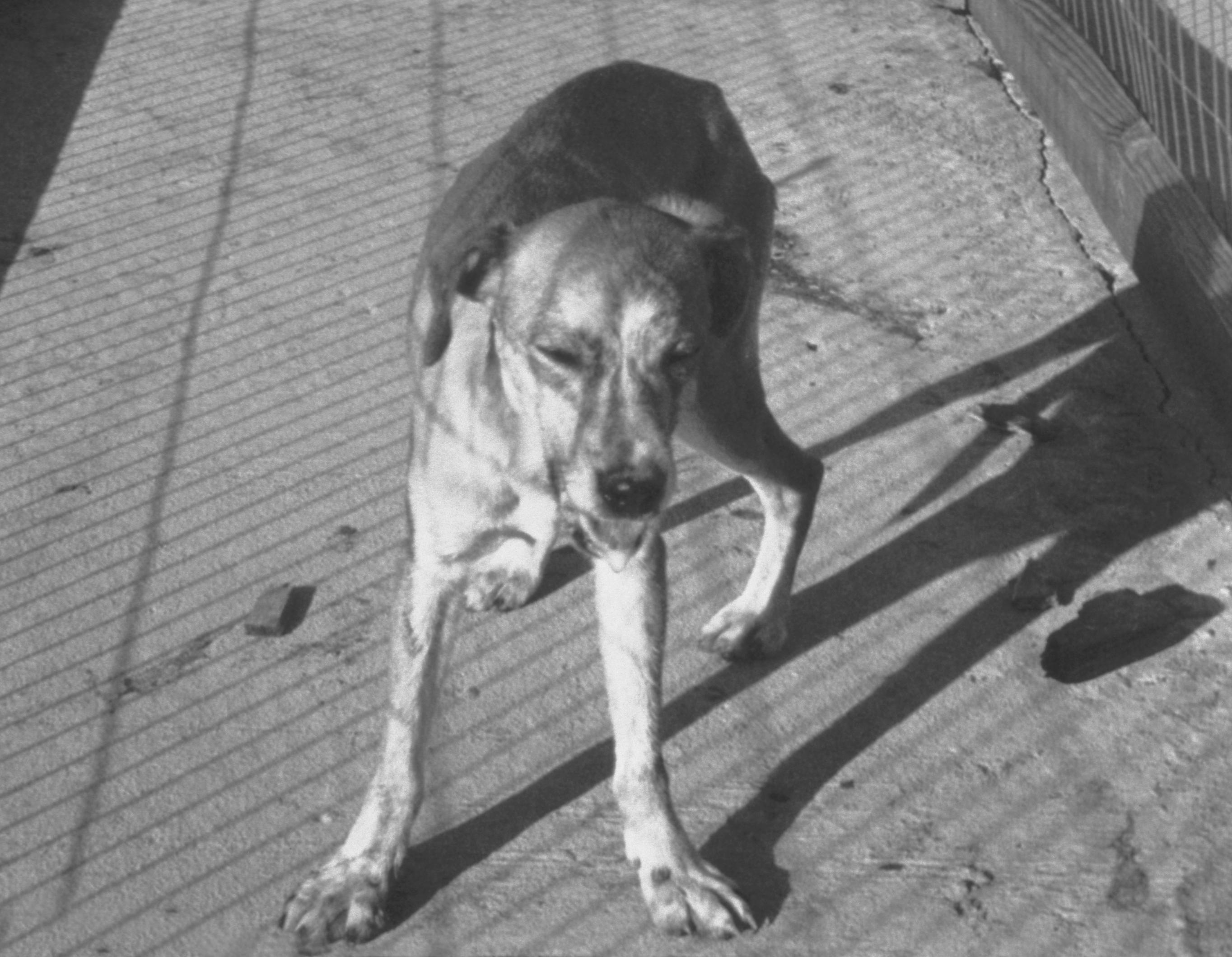
Tollwut – eine bei vielen Tierarten und dem Menschen tödlich verlaufende Viruskrankheit

In der Europäischen Union wird eine Harmonisierung der tierseuchenrechtlichen Bestimmungen angestrebt. Das EU-Recht zur Tiergesundheit wird vom Rat verabschiedet. Wenn Fragen der Lebensmittelsicherheit betroffen sind, wird auch das Europäische Parlament einbezogen. Mit der Verordnung (EU) 2016/429, die im April 2016 in Kraft trat, wurde das Tiergesundheitsrecht komplett neugeregelt. Mit dem Erlass weiterer Rechtsakte gilt damit seit dem 21. April 2021 in allen EU-Staaten ein einheitliches Tierseuchenrecht, das direkt anzuwenden ist. Nationale Regelungen müssen im Einklang mit der Verordnung (EU) 2016/429 stehen und dürfen nur ergänzend wirken, beispielsweise Straf und Bußgeldbestimmungen konkretisieren.
Mit TRACES (TRAde Control and Expert System) unterhält die EU eine zentrale Datenbank zur Registrierung von tierhaltenden Betrieben, Identifizierung von Tieren und Kontrolle des Handelsverkehrs mit Tieren und Tierprodukten. Die Europäische Kommission betreibt darüber hinaus ein Meldesystem für Tierkrankheiten (Animal Disease Notification System, ADNS), an dem nicht nur die Mitgliedstaaten, sondern auch Beitrittskandidaten, Bewerber, die Schweiz, Andorra, Island und Norwegen teilnehmen.
International arbeitet die EU eng mit den weltweiten Organisationen zusammen. Alle Mitgliedstaaten der EU sind auch Mitglieder der OIE.

### Deutschland
Die Bekämpfung von Tierseuchen ist in Deutschland durch das Tiergesundheitsgesetz (TierGesG) und eine Reihe von Verordnungen geregelt. Die Durchsetzung obliegt den Veterinärbehörden (Amtstierarzt); die Bundeswehr, das Friedrich-Loeffler-Institut, das Bundesinstitut für Risikobewertung, das Bundesamt für Verbraucherschutz und Lebensmittelsicherheit und das Paul-Ehrlich-Institut sind für die von ihnen gehaltenen Tiere selbst verantwortlich (§ 3 TierSG). Das Friedrich-Loeffler-Institut ist als Bundesoberbehörde auch für die Zulassung von Impfstoffen sowie für epizootiologische Untersuchungen, die Untersuchung von zu exportierenden und importierten Tieren und Tierprodukten, die Forschung auf dem Gebiet der Tierseuchen, die Aktualisierung der jeweiligen Rechtsvorschriften nach neuesten wissenschaftlichen Erkenntnissen, das Verfassen des Tiergesundheitsjahresberichts und als nationales Referenzlabor für die Diagnostik von Tierseuchen zuständig.

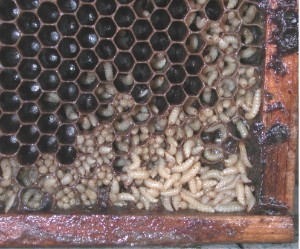
Bienenwabe mit Larven des Kleinen Beutenkäfers – in Deutschland anzeigepflichtig

Tierseuchenbedingte Schäden und die Kosten von Bekämpfungs- und Sanierungsmaßnahmen werden entsprechend der §§ 66–72 TierSG zumindest teilweise von den Tierseuchenkassen übernommen. Für Verstöße (auch versuchte) gegen das Tierseuchengesetz kann eine Freiheitsstrafe von bis zu 5 Jahren verhängt werden (§§ 74–77 TierSG).

#### Anzeigepflichtige Tierseuchen

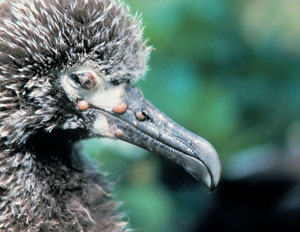
Vogelpocken – in Deutschland meldepflichtig

Eine Reihe von Tierseuchen sind in Deutschland anzeigepflichtig, das heißt alle Tierhalter oder in Tierbeständen arbeitende Fachkräfte sind verpflichtet, bei einem entsprechenden Verdacht die zuständige Behörde unverzüglich in Kenntnis zu setzen (§ 4 TierGesG). Die Diagnose stellt der Amtstierarzt, bei Bienen auch der Bienensachverständige. Das Veterinäramt ordnet die einzuleitenden Diagnose- und Bekämpfungsmaßnahmen an. Die anzeigepflichtigen Tierseuchen werden durch eine Verordnung über anzeigepflichtige Tierseuchen (TierSeuchAnzV) jeweils aktuell festgelegt.

#### Meldepflichtige Tierkrankheiten
Andere Tierseuchen sind in Deutschland meldepflichtig. Dies dient vor allem der Statistik und Seuchenbeobachtung. Droht eine größere Ausbreitung, kann eine Tierseuche kurzfristig in den Status einer „Anzeigepflichtigen Tierseuche“ erhoben werden. Die meldepflichtigen Tierseuchen werden durch eine Verordnung über meldepflichtige Tierkrankheiten jeweils aktuell angepasst. Der entscheidende Unterschied zu anzeigepflichtigen Tierseuchen besteht darin, dass nicht der bloße Verdacht anzeigepflichtig ist, sondern erst die nachgewiesene Erkrankung gemeldet wird, was im Regelfall einen Erregernachweis erfordert.

### Österreich
In Österreich regelt die Prävention von und die Maßnahmen bei Tierseuchen das Tierseuchengesetz (TSG), das Zoonosengesetz (BGBl I Nr. 128/2005), Tierseuchen-Anzeigepflichtverordnung (BGBl II Nr. 756/1993 i. d. F. BGBl 58/1995) und das Tiergesundheitsgesetz (BGBl I Nr. 133/1999 i. d. F. BGBl I 13/2006) sowie eine Reihe von Einzelgesetzen und -verordnungen. Oberste Autorität bei der Tierseuchenbekämpfung ist der Bundeskanzler, insbesondere bei der Ein- und Durchfuhr von Tieren und Tierprodukten. Er bestellt auch für die Grenzüberwachung zuständige Grenztierärzte. Spezielle Schutzmaßnahmen können vom Bundesministerium für Gesundheit, Familie und Jugend angewiesen werden. Zur fachlichen Beratung in Fragen der Tierseuchenbekämpfung ist bei diesem Bundesministerium eine „Expertengruppe-Tierseuchenbekämpfung“ eingerichtet. Diese hat wiederum ständige Unterausschüsse („task-force“-Gruppen) für bestimmte hochansteckende Tierseuchen, welche im Falle des Seuchenausbruches sowohl dem nationalen Krisenzentrum als auch den lokalen Veterinärbehörden zur Beratung und Unterstützung zur Verfügung stehen. Für Tiere der Militärverwaltung und der staatlichen Pferdezuchtanstalten sind diese Einrichtungen selbst für die Tierseuchenbekämpfung zuständig.

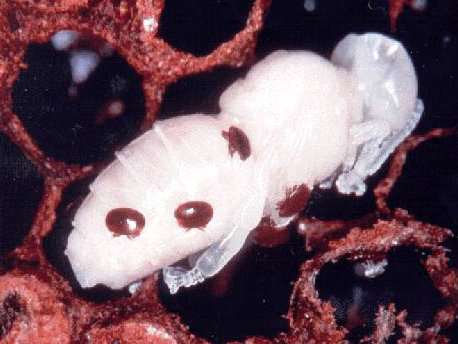
Varroamilben auf einer Bienenpuppe – bei seuchenhaftem Auftreten in Österreich anzeigepflichtig

Alle Veterinärgesetze werden in mittelbarer Bundesverwaltung vollzogen, das heißt, die Vollziehung erfolgt durch organisatorische Landesbehörden (Bezirksverwaltungsbehörde), die funktionell für den Bund tätig werden und den Weisungen des Bundesministers unterliegen. Die Bezirksverwaltungsbehörde organisiert im Falle eines Seuchenausbruchs die entsprechenden Maßnahmen und entsendet im Regelfall einen Amtstierarzt, der mit dem Gemeindevorsteher, gegebenenfalls mit zwei Vertrauensmännern der Gemeinde, eine Seuchenkommission bildet (§ 21 TSG). Der jeweilige Landeshauptmann muss mindestens einmal jährlich eine Schulung zur Tierseuchenbekämpfung, insbesondere zur Vermittlung der nationalen Krisenpläne, für Amts- und praktische Tierärzte organisieren. Die Bezirksverwaltungsbehörde (Amtstierarzt) organisiert im Falle des Verdachtes oder des Auftretens einer anzeigepflichtigen Tierseuche die entsprechenden Maßnahmen wie beispielsweise Probennahme, epidemiologische Untersuchungen und die Festlegung von Schutzzonen.
Jeder Halter oder Betreuer von Tieren ist zur Anzeige eines Seuchenverdachts beim Bürgermeister oder der Polizei verpflichtet, die diesen an die zuständige Bezirksverwaltungsbehörde weitermelden, Tierärzte melden einen entsprechenden Verdacht direkt an Letztere. Der Bürgermeister hat über den gesamten Tierbestand, wo sich der Verdachtsfall ereignet hat, eine vorläufige Sperre zu verhängen. Größere Tierhaltungen, der Tierhandel, Sammelmolkereien sowie der Transport von Wiederkäuern, Einhufern und Schweinen unterliegen der direkten Kontrolle der Bezirksverwaltungsbehörden.
Kosten für Verluste und angewiesenen Tötungen sowie Schäden an Inventar infolge von Desinfektionsmaßnahmen werden nach §§ 48–60 erstattet. Eine Ausnahme stellen Tötungen infolge Räude bei Einhufern und bei Fischseuchen dar sowie Tiere, die bereits zur Schlachtung abgeliefert sind. Verstöße gegen das TSG können mit einer Freiheitsstrafe von bis zu sechs Wochen oder Geldstrafen bis zu 4.360 Euro bestraft werden (§§ 63, 64 TSG). Bei Verstößen, welche die Gefahr einer Seuchenverbreitung zur Folge haben (beispielsweise die Nichteinhaltung von Sperrmaßnahmen), kommt zusätzlich noch eine Ahndung
nach dem Strafgesetzbuch in Betracht.
Anzeigepflichtige Seuchen sind in § 16 TSG (21 Erkrankungen) sowie weiteren Einzelgesetzen und -verordnungen geregelt. Zoonosen unterliegen nach dem Zoonosengesetz einer Überwachungspflicht. Darüber hinaus unterliegen eine Reihe von Tierseuchen auf der Grundlage von Einzelverordnungen und Kundmachungen durch regelmäßige Untersuchungen einer Untersuchungspflicht oder Überwachung durch stichprobenartige Kontrollen in Beständen, mit dem Ziel anerkannt seuchenfreie Bestände aufzubauen.

### Schweiz
Die Tierseuchenbekämpfung ist in der Schweiz durch das Tierseuchengesetz (TSG) und die Tierseuchenverordnung (TSV) geregelt. Sie ist kantonal organisiert, flankierende Maßnahmen regelt bei hochansteckenden Tierseuchen der Bundesrat. Die Tierseuchenpolizei wird vom Kantonstierarzt geleitet, dem weitere amtliche Tierärzte unterstellt sein können. Die Kantone können Viehinspektionskreise bilden und dafür zuständige Viehinspektoren einsetzen. Sie benennen auch Bieneninspektoren und Wasenmeister. Die zuständigen Organe haben die Rechtsbefugnisse der gerichtlichen Polizei (Art. 8 TSG). Im- und Exporte sowie der Transit von Tieren und Tierprodukten werden vom Bundesamt für Lebensmittelsicherheit und Veterinärwesen beaufsichtigt. Die Forschung auf dem Gebiet der Tierseuchen obliegt dem Institut für Virologie und Immunologie (IVI). Für die Diagnostik von Tierseuchen sind vom Bund Referenzlaboratorien benannt, die sich mehrheitlich am IVI befinden.

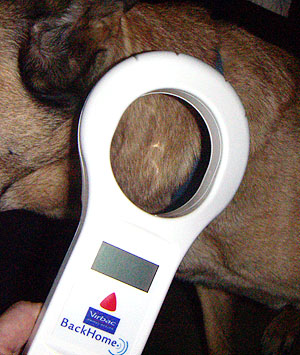
Kennzeichnungs- und Registrierungspflicht: Ein Transponderlesegerät liest bei einem Hund den unter die Haut implantierten Kennzeichnungschip aus.

Jeder, der mit Tieren umgeht, ist verpflichtet, einen Seuchenverdacht unverzüglich an einen Tierarzt oder dem Bieneninspektor zu melden (Art. 11 TSG). Für Rinder, Schafe, Ziegen, Schweine und Hunde besteht Kennzeichnungs- und Registrierungspflicht. Jedes Tier, das einen Bestand verlässt, benötigt ein Begleitdokument. Darüber hinaus müssen alle Besamungen dokumentiert werden. Der gesamte Tierverkehr wird in einer zentralen Datenbank erfasst. Die Betreiberin der Tierverkehrsdatenbank, die Identitas AG, wird vom Bundesamt für Landwirtschaft beaufsichtigt (Art. 19 TVD-Verordnung).
Die Kosten von Bekämpfungsmaßnahmen werden ganz oder teilweise von den Kantonen erstattet, bei hochansteckenden Seuchen vom Bund (Art. 31–38 TSG). Verstöße gegen das TSG können mit bis zu 8 Monaten Haft oder Geldbußen bis zu 20.000 SFr, bei gewerbsmäßigen Tierhaltern mit dem doppelten Satz geahndet werden (Art. 47–52 TSG).
In der Schweiz werden Tierseuchen nach dem TSG in vier Gruppen eingeteilt:
1. Hochansteckende Tierseuchen (gemäß der ehemaligen Liste A des Internationalen Tierseuchenamts)
2. Auszurottende Seuchen (bereits durch Bekämpfungsprogramme weitgehend ausgerottet)
3. Zu bekämpfende Seuchen (nicht eliminierbare Krankheiten, Bekämpfung zielt auf eine Schadensbegrenzung)
4. Zu überwachende Seuchen (Meldepflicht)

Um Handelshemmnisse zu vermeiden, soll die Gleichwertigkeit mit dem neuen Tiergesundheitsrecht der EU aufrechterhalten werden. Dazu wurde am 4. Oktober 2021 die Vernehmlassung zu einer Änderung der Tierseuchenverordnung eröffnet, welche am 31. Januar 2022 endet.

## Übersicht zum Rechtsstatus der Tierseuchen in der EU
Mit dem Inkrafttreten der Verordnung EU 2016/429 gibt es erstmals ein einheitliches Tierseuchenrecht in der EU. Diese Verordnung ist als Basisverordnung konzipiert und die weiteren Rechtsakte sind in den Mitgliedstaaten der Europäischen Union seit dem 21. April 2021 direkt anzuwenden. Kapitel 2, Artikel 5 enthält in Absatz a fünf Tierseuchen:
- Maul- und Klauenseuche
- Klassische Schweinepest
- Afrikanische Schweinepest
- hochpathogene aviäre Influenza und
- Afrikanische Pferdepest.

Weitere Tierseuchen werden nach Absatz b in einer Liste in Anhang II aufgeführt. Diese Liste wird laufend aktualisiert, zuletzt durch die Delegierte Verordnung (EU) 2018/1629 der Kommission vom 25. Juli 2018. Auf dieser Liste stehen folgende Tierseuchen: Rinderpest, Rifttalfieber, Infektionen mit Brucella abortus (Rinderbrucellose), B. melitensis (Schaf- und Ziegenbrucellose) und Brucella suis, Infektion mit dem Mycobacterium-tuberculosis-Komplex, Tollwut, Blauzungenkrankheit, Befall mit dem Fuchsbandwurm (Alveoläre Echinokokkose), Epizootische Hämorrhagie der Hirsche, Milzbrand, Surra, Ebola-Virus-Infektion, Paratuberkulose, Japanische Enzephalitis, West-Nil-Fieber, Q-Fieber, Lumpy-skin-Krankheit, Lungenseuche der Rinder, Infektiöse Bovine Rhinotracheitis, Bovine Virus Diarrhoe, Bovine genitale Campylobacteriose, Trichomonadose, Enzootische Leukose der Rinder, Schaf- und Ziegenpocken, Pest der kleinen Wiederkäuer, Lungenseuche der Ziegen, Infektiöse Epididymitis (Brucella ovis), Rotz, Equine Virale Arteritis, Ansteckende Blutarmut der Einhufer, Beschälseuche, Venezolanische Pferdeenzephalomyelitis, Ansteckende Gebärmutterentzündung des Pferdes, Östliche Pferdeenzephalomyelitis, Westliche Pferdeenzephalomyelitis, Aujeszkysche Krankheit, Seuchenhafter Spätabort der Schweine, Newcastle-Krankheit, Mykoplasmose des Geflügels (Mycoplasma gallisepticum und M. meleagridis), Salmonellose des Geflügels (Infektion mit Salmonella Pullorum, S. Gallinarum und S. arizonae), Low Pathogenic Avian Influenza, Chlamydiose der Vögel, Varroose, Befall mit Kleinen Bienenbeutenkäfer (Aethina tumida), Amerikanische Faulbrut, Befall mit Tropilaelaps spp., Infektion mit Batrachochytrium salamandrivorans, Infektiöse hämatopoetische Nekrose (IHN), Virale hämorrhagische Septikämie (VHS), Epizootische Hämatopoetische Nekrose (EHN),  Infektion mit dem HPR-deletierten Virus der Ansteckenden Blutarmut der Lachse, Koi-Herpesvirusinfektion (KHV), Infektion mit Microcytos mackini, Infektion mit Perkinsus marinus, Infektion mit Bonamia exitiosa, Infektion mit Marteilia refringens, Taura-Syndrom der Krebstiere, Gelbkopf-Krankheit und Weißpünktchenkrankheit der Krebstiere.

## Geschichte
„2 Wenn du dich weigerst […] 3 wird die Hand Jahwes dein Vieh auf dem Feld, die Pferde und Esel, die Kamele und Rinder, die Schafe und Ziegen, überfallen und über sie eine sehr schwere Seuche bringen.“

### Antike bis Mittelalter
Über das Vorkommen von Tierseuchen in der Zeit vor den ersten schriftlichen Aufzeichnungen ist nichts bekannt. Außer der Tuberkulose – und auch bei dieser nur in Ausnahmefällen – verursachen Tierseuchen keine Knochenveränderungen, so dass Fossilien keine Aussagen zu Tierseuchen zulassen. Genetische Untersuchungen an Tierseuchenerregern geben aber Hinweise, dass sie bereits vor mehreren hundert Millionen Jahren vorkamen. Ein weiteres Problem der Tierseuchengeschichtsforschung ist, dass fast alle Beschreibungen aus der Zeit vor der Entdeckung und des Nachweises der jeweiligen Krankheitserreger immer eine spekulative Seite haben: Es gibt Verwechslungsmöglichkeiten zu ähnlichen Krankheitsbildern und die meisten Erkrankungen werden heute nur durch den eindeutigen Erregernachweis amtlich festgestellt.
Dokumentierte Fälle der Tuberkulose und Brucellose gibt es bereits aus dem 9. Jahrtausend vor Christus. Der Milzbrand wird bereits 1491 v. Chr. in Ägypten erwähnt. Das älteste erhaltene tiermedizinische Dokument, das Veterinärpapyrus aus Kahun (1850 v. Chr.), behandelt vor allem Rinderkrankheiten, eine exakte Zuordnung zu bestimmten Tierseuchen ist aber auch aufgrund ungelöster Probleme mit der Deutung dieser Hieroglyphen und nicht erhaltener Teile nicht möglich. Im Codex Hammurapi werden im § 224 zwar Bezahlung und Haftungsfragen eines „Arztes für Rinder und Esel“ erwähnt, Ausführungen zu Tierkrankheiten enthält er aber nicht. Im alten China gab es offenbar schon in der Zhou-Dynastie ein staatlich organisiertes Veterinärwesen und das sogenannte Zhou-li (etwa 300 v. Chr.) regelt Dienste und Pflichten des Veterinärs. Eine Zuordnung der beschriebenen Erkrankungen zu den heute bekannten Tierseuchen ist jedoch nicht möglich. Ähnliches trifft für die altindischen Schriften wie die Hastyayurveda („Elefantenheilkunde“; 500 v. Chr., Niederschrift vermutlich erst 500 n. Chr.) zu.

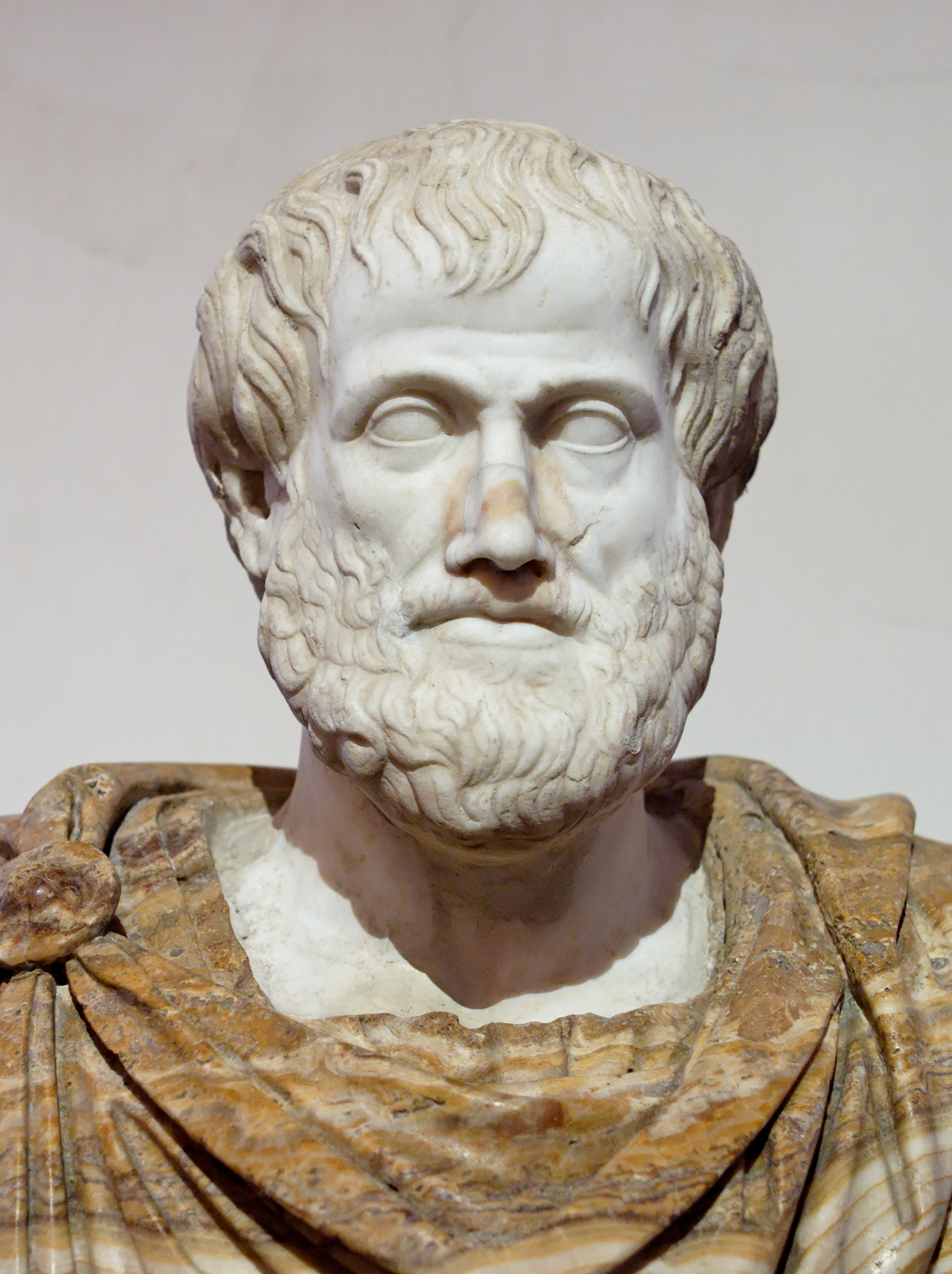
Aristoteles – seine Historia animalium enthält die detaillierteste antike Darstellung von Tierseuchen

Die ersten detaillierten Aufzeichnungen stammen aus griechischen Schriften des 5. und 4. Jahrhunderts v. Chr., Hippokrates lieferte 450 v. Chr. eine genaue Beschreibung des Rotzes der Pferde. Aristoteles beschrieb im Band VIII seiner Historia animalium Erkrankungen bei Tieren, die auch detaillierte Schilderungen einiger Tierseuchen wie Rotz, Tollwut und Tetanus beinhalten. Im bedeutendsten römisch-antiken Werk über die Landwirtschaft, der De re rustica des Lucius Iunius Moderatus Columella (etwa 60 n. Chr.), wird bereits die Absonderung erkrankter Tiere empfohlen. Erst in der Spätantike entstanden durch Tierärzte verfasste Werke wie die Mulomedicina Chironis (zweite Hälfte des 4. Jahrhunderts), das byzantinische Corpus Hippatriocurum Graecorum (9./10. Jh.), eine Kompilation der Schriften des 4./5. Jahrhunderts, sowie die Ars veterinaria von Pelagonius. Diese Schriften bestimmten maßgeblich auch die sich ab dem 9. Jahrhundert entwickelnde arabische Tierheilkunde und die Tiermedizin des Mittelalters in Europa.
Vom 13. Jahrhundert bis Mitte des 18. Jahrhunderts oblag die Behandlung von Tieren den Stallmeistern (Marschall), weshalb diese Phase in der Veterinärgeschichte auch als „Stallmeisterzeit“ bezeichnet wird. Sie stützten sich vor allem auf die antiken Darstellungen der griechischen und arabischen Tierheilkunde. Soweit es die Überlieferungen zulassen, waren im Mittelalter vor allem die Rinderpest, Druse, Rotz, Räude, Milzbrand und Schafpocken verbreitet. Die Lungenseuche der Rinder wurde vermutlich erst spät nach Europa eingeschleppt, ältere Beschreibungen könnten auch Verwechslungen mit Milzbrand oder Rinderpest sein. Die erste detaillierte Beschreibung der Maul- und Klauenseuche basiert auf einer Epizootie im Jahr 1514 in Italien und stammt von Girolamo Fracastoro (De contagionibus et contagiis morbis et eorum curatione, Venedig 1546). Wegen dieser Seuche wurden bereits im 16. Jahrhundert in Italien und im 17. Jahrhundert in der Schweiz Ursprungs- und Gesundheitsatteste für Tiere verlangt. Da es aber keine Entschädigungszahlungen gab, wurden diese Regelungen von den Bauern häufig umgangen. Größere Seuchenzüge der Rinderpest traten insbesondere während größerer kriegerischer Auseinandersetzungen wie der Kriegszüge Karls des Großen (ab 772), der mongolischen Eroberungen (13. Jahrhundert) und dem Dreißigjährigen Krieg (1618–1648) auf. Die Tuberkulose der Rinder („Perlsucht“), eine schon in der Antike bekannte Krankheit, hielt man im 16. Jahrhundert noch für eine Form der damals grassierenden Syphilis (Morbus gallicus, „Franzosenkrankheit“), was bis zu solch grotesken Annahmen führte, sie werde durch „widernatürlichen Geschlechtsverkehr“ auf Rinder übertragen. Die Beziehungen zur Tuberkulose des Menschen wurden erst in der zweiten Hälfte des 19. Jahrhunderts aufgeklärt.

### 18. und 19. Jahrhundert
Die verheerenden Verluste durch die Rinderpest und die Notwendigkeit der fachkundigen Betreuung der Pferde der Kavallerie führten zur Gründung der ersten tierärztlichen Ausbildungsstätten: 1761 die École nationale vétérinaire de Lyon, 1766 in Maisons-Alfort und Wien, 1769 in Turin und 1771 in Göttingen. Die Rinderpest gelangte vermutlich mit der Völkerwanderung im 4. Jahrhundert nach Mitteleuropa. Schätzungen gehen davon aus, dass ihr allein in Europa im 18. Jahrhundert 200 Millionen Rinder zum Opfer fielen. Obwohl der Erreger der Rinderpest erst 1902 entdeckt wurde, wurden bereits im 18. Jahrhundert die ersten seuchenrechtlichen Bestimmungen erlassen, die sich auf empirische Beobachtungen zur Verbreitung und Übertragung stützten. Erstaunlicherweise wurden 1711 in Preußen, 1713 in England und 1714 in Frankreich Rechtsnormen erlassen, die bereits fast alle der auch heute in der Tierseuchenbekämpfung üblichen Maßnahmen beinhalteten: Anzeigepflicht, Sperrung von Beständen, unschädliche Beseitigung gefallener Tiere, Desinfektionsmaßnahmen und Entschädigungszahlungen. Die Keulung erkrankter Rinder als Mittel der Tierseuchenbekämpfung wurde vom päpstlichen Leibmedikus Giovanni Maria Lancisi 1718 vorgeschlagen und erstmals 1756 im Fürstentum Calenberg gesetzlich verankert. Lancisi verfügte auch ein Handelsverbot für infizierte Tiere, dessen Missachtung mit dem Tod durch Enthauptung geahndet werden konnte. Mit diesen Maßnahmen konnte die Rinderpest in Europa weitgehend getilgt werden, obwohl es während der napoleonischen Kriege zu einzelnen Wiederausbrüchen kam. Mit dem Rinderpestgesetz vom 7. April 1869 wurde im kleinstaatlichen Deutschland ein zunächst für den Norddeutschen Bund, mit der Reichsgründung 1871 für das gesamte Deutsche Reich gültiges Gesetz geschaffen. Der außerordentliche Erfolg dieser Regelungen wird aus der Tatsache ersichtlich, dass der letzte Ausbruch der Rinderpest in Deutschland 1881 stattfand, also 21 Jahre vor Entdeckung des Rinderpestvirus. 1872 wurde die Institution des Amtstierarztes eingeführt.

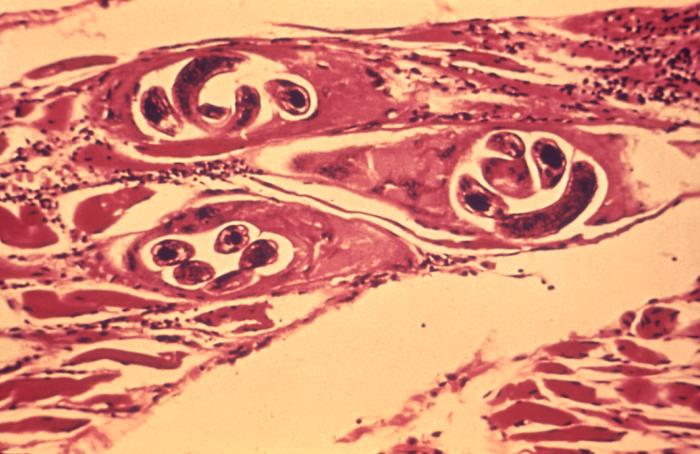
Muskelzysten von Trichinella spiralis

Der erste nachgewiesene Erreger einer Tierseuche war 1834 die Krätzmilbe, der Erreger der Räude. Die Räude der Pferde war im 18. Jahrhundert eine bedeutende Tierseuche, ihr wird sogar ein Einfluss auf den Ausgang des Siebenjährigen Krieges zugesprochen. In den 1760er- und 1770er-Jahren trat eine – zunächst als Typhus fehlgedeutete – Trichinenepidemie auf. 1846 erkannte Joseph Leidy, dass diese Parasitose über unzureichend erhitztes Fleisch übertragen wird, 1860 konnte Friedrich Albert Zenker sie endgültig ätiologisch aufklären. Dies war Auslöser der gesetzlichen Kontrolle der Schlachthöfe (Gesetz über die Einrichtung öffentlicher und ausschließlich zu benutzender Schlachthöfe, 1868 in Preußen). Die Einführung der Trichinenschau wurde von Rudolf Virchow vorgeschlagen und in Deutschland erst 1937 generell gesetzlich vorgeschrieben.
Mit Entwicklung der Bakteriologie in der zweiten Hälfte des 19. Jahrhunderts endet auch die vorätiologische Ära der Tierseuchen. 1842 entdeckte Christian Joseph Fuchs – er publizierte seine Ergebnisse allerdings erst 1862, weshalb andere Autoren Aloys Pollender 1849 diese Entdeckung zusprechen – den Erreger des Milzbrands Bacillus anthracis. Robert Koch gelang 1876 die Vermehrung und der Nachweis, dass dieses Bakterium wirklich Auslöser der Erkrankung ist, und 1881 Louis Pasteur die Entwicklung eines Impfstoffs. 1865 wurde von Jean-Antoine Villemin die Tuberkulose vom Menschen auf Kaninchen übertragen. Auguste Chaveau und Andreas Christian Gerlach konnten durch Versuche 1870 endgültig den Zoonosecharakter der Tuberkulose nachweisen; Letzterer forderte ein Verbot des Verzehrs von Fleisch tuberkulöser Rinder und Schweine. 1882 gelang Friedrich Loeffler und Johann Wilhelm Schütz die Reinzüchtung des Erregers des Rotzes, der ältesten bekannten Pferdeseuche überhaupt. Dennoch ist über eventuelle Seuchenzüge in der Geschichte wenig überliefert, sie galt bis zum Nachweis der Übertragbarkeit 1797 durch Erik Nissen Viborg sogar als nicht ansteckend. Zu Beginn des 18. Jahrhunderts gab es in Ungarn einen verheerenden Ausbruch, dem 20.000 Pferde zum Opfer fielen.
Anhand von Filtrierungsversuchen konnten Friedrich Loeffler und Paul Frosch 1897 nachweisen, dass der Erreger der Maul- und Klauenseuche ein Virus ist. Sie sind damit die Begründer der Veterinärvirologie. Die Tollwut, ebenfalls eine Viruserkrankung, war bereits in der Antike bekannt und eine Übertragung durch Bisse wurde vermutet. Der Nachweis, dass der Erreger über den Speichel übertragen wird, gelang 1804 Georg Gottfried Zinke. Ein Behandlungsverbot für die Tollwut wurde bereits zu Beginn des 18. Jahrhunderts verhängt, die Tollwut war auch Grund für die Einführung der Hundesteuer um 1840. 1880 erkannte Pasteur die Möglichkeit der Virulenzabschwächung durch chemische und physikalische Verfahren und entwickelte Impfstoffe gegen Tollwut, Geflügelcholera, Milzbrand und Rotlauf. Aus dem 19. Jahrhundert gibt es auch die ersten sicheren Nachweise anderer Viruserkrankungen. 1833 trat in Ohio der erste Schweinepestausbruch auf, 1860 gelangte die Tierseuche auch nach Europa. Allerdings rückten Schweineseuchen erst relativ spät in den Fokus systematischer Untersuchungen und es ist nicht auszuschließen, dass sich unter Bezeichnungen wie Rotlauf und Milzbrand schon vorher Schweinepestausbrüche verbargen. Gleiches gilt für Geflügelseuchen: 1878 brach die klassische Geflügelpest „erstmals“ in Norditalien aus und verbreitete sich in mehreren Seuchenzügen bis 1930 über ganz Europa.
Die neuen Entdeckungen der ätiologischen Disziplinen und die neue Einheit des Deutschen Reiches blieben nicht ohne Auswirkungen auf die Tierseuchenbekämpfung und ihre gesetzlichen Grundlagen. 1881 wurde das erste Reichsviehseuchengesetz erlassen, dessen Vorläufer entsprechende Gesetze in Baden (1865), Bayern (1867) und Preußen (1875) sind. Es enthielt Bestimmungen für neun Tierseuchen und wurde mit dem 2. Reichsviehseuchengesetz vom 26. Juni 1909 auf 16 Erkrankungen ausgeweitet. Es bildet auch die Grundlage für das heute in Deutschland gültige Tierseuchengesetz.
Verendete und getötete Tiere wurden zunächst auf sogenannten Wasenplätzen entsorgt. Ende des 17. Jahrhunderts entwickelte sich das Abdeckerei-Privileg und mit den entstehenden Gewerbeordnungen unterstanden die Abdeckereien einer besonderen polizeilichen Genehmigungspflicht (Reichsgewerbeordnung vom 21. Juni 1869). Diese Wasenplätze sind zum Teil heute noch Infektionsherde für Milzbrand, dessen Erreger (Bacillus anthracis) in Form von Sporen über hundert Jahre im Boden infektiös bleiben kann. Gegen Ende des 19. Jahrhunderts entstanden mit der „industriellen Revolution“ in Deutschland die ersten Tierkörperbeseitigungsanlagen. Sie erlaubten nicht nur eine sichere Abtötung der bekannten Erreger, sondern eine Verwertung gefallener Tierkörper zur Herstellung von Tiermehl und Tierfett.

### 20. Jahrhundert

Hautrotz beim Pferd

Im Ersten Weltkrieg mussten wegen der grassierenden Räude 1916 ganze Regimenter von der Front zurückgezogen werden. Hinzu kamen Verluste bei Pferden durch die ansteckende Blutarmut, Brustseuche und Rotz.
Mit Beginn des 20. Jahrhunderts kam es zu einer Zunahme des internationalen Handels mit Tieren und Tierprodukten, so dass Tierseuchen nicht mehr allein auf Landesebene zu kontrollieren waren. Ein Rinderpestausbruch in Antwerpen im Jahre 1920, der durch aus Pakistan stammende Zebus verursacht wurde, die sich lediglich auf der Durchreise vorübergehend in Belgien befanden, war Ausgangspunkt für die Gründung des Internationalen Tierseuchenamtes (OIE). Die französische Regierung berief am 25. Januar 1924 eine diplomatische Konferenz ein, an der 28 Staaten teilnahmen und die einstimmig die Gründung der OIE beschloss.
Von Bedeutung für die Notwendigkeit einer effektiven Tierseuchenbekämpfung war die Entstehung großer Tierpopulationen durch die „industrielle Tierproduktion“. Die großen Bestände der Massentierhaltung sind bei Seuchenausbrüchen besonders gefährdet.
Die Entwicklungen der modernen Serologie und Molekularbiologie eröffneten neue Horizonte in Bezug auf den Erregernachweis und epizootiologische Untersuchungen. Durch den Nachweis spezifischer Subtypen können heute Infektionswege besser erkannt werden.
1982 formulierte Stanley Prusiner seine „Prionhypothese“, wodurch die letzte Gruppe der Tierseuchen – die übertragbaren Gehirnerkrankungen – eine ätiologische Basis erhielt. Die Prionenerkrankungen stürzten die Tierkörperverwertung und die Herstellung von Arzneimitteln aus Rindern und Schafen in eine tiefe Krise.
Größere Seuchenzüge in Europa gab es in der jüngeren Geschichte bei BSE (1982 bis Mitte der 1990er-Jahre, vor allem im Vereinigten Königreich), der Klassischen Schweinepest (1997/98 in den Niederlanden), der Maul- und Klauenseuche (2001 im Vereinigten Königreich) und der Geflügelpest („Vogelgrippe“) 2005.

## Zitat
„Bei dem immer mehr sich ausdehnenden Verkehr und den Anstalten, die denselben vermitteln, darf nicht daran gedacht werden, daß jemals eine längere Periode eines ganz seuchenfreien Zustandes eintreten werde.“